# Moinhos de Vento (minissérie)
Moinhos de Vento é uma minissérie brasileira produzida e exibida pela TV Globo de 3 a 7 de janeiro de 1983, em 5 capítulos.
Com argumento e roteiro final de Walter Avancini, foi escrita por Daniel Más e Leilah Assumpção, tendo consultoria de texto de Luciano Ramos, e contou com direção de Adriano Stuart, Hugo Barreto e Walter Avancini.
Em outubro de 1983, conquistou em Barcelona na Espanha o Prêmio Ondas na categoria "série de TV", sendo o único programa da América Latina a ser premiado na ocasião.

## Trama
A psicóloga Valentina descobre ter câncer e apenas seis meses de vida, o que ameaça seu relacionamento com o poeta Leandro, um visionário.

## Elenco
| Interprete               | Personagem |
| ------------------------ | ---------- |
| Renée de Vielmond        | Valentina  |
| Carlos Augusto Strazzer  | Leandro    |
| Raul Cortez              | Ronaldo    |
| Maria Cláudia            | Sandra     |
| Maria Fernanda           | Loreta     |
| Mauro Mendonça           | Fausto     |
| Maria Isabel de Lizandra | Amparo     |
| Nicole Puzzi             | Yora       |
| Suzy Arruda              | Esther     |
| Lineu Dias               | Enéas      |
| Júlia Lemmertz           | Milena     |
| Deborah Evelyn           | Tereza     |
| Ana Rosa                 | Suzy       |
| Thales Pan Chacon        | Thiago     |
| Luiz Parreiras           | Emílio     |
| Aldine Müller            | Lídia      |
| Luiz Guilherme           | Fernando   |
| Andréa Avancini          | Lia        |

## Exibição

### Outras Mídias
Em 11 de dezembro de 2023 foi disponibilizada na íntegra pelo Globoplay, como parte do Projeto Resgate.